# آکادمی رقص باکو
آکادمی رقص باکو (ترکی آذربایجانی: Bakı Xoreoqrafiya Akademiyası) یک مدرسه عالی واقع در باکو، پایتخت جمهوری آذربایجان، است که برنامه‌های آموزش عمومی، متوسطه و عالی در عرصه طراحی رقص تخصص یافته است.

## تاریخچه
آکادمی رقص باکو بر اساس فرمان الهام علی‌اف، رئیس‌جمهوری آذربایجان، به تاریخ ۳۰ آوریل سال ۲۰۱۴، بنیان‌گذاری شد. این آکادمی با الهام از مدرسه رقص باکو تأسیس شده است.
هدف از تأسیس آکادمی رقص باکو تضمین آموزش و پرورش کادرهایی با حرفه‌ای‌گری بالا در زمینه طراحی رقص و رقصندگی است. آکادمی برای تأمین نیازها به توسعه سنت‌های هنر رقص در آذربایجان ایجاد شد.
در اول ماه اوت سال ۲۰۱۴، رئیس‌جمهور آذربایجان فرمانی را در خصوص ارائه طرح‌هایی مرتبط با ساخت بنای آکادمی رقص باکو امضا کرد. به موجب این فرمان، ۲ میلیون منات آذربایجان در راستای انجام امور عملیاتی ساخت و ساز این ساختمان به وزارت فرهنگ و گردشگری جمهوری آذربایجان اختصاص یافت.